# Hypothyris sellana
Hypothyris sellana är en fjärilsart som beskrevs av Richard Haensch 1905. Hypothyris sellana ingår i släktet Hypothyris och familjen praktfjärilar. Inga underarter finns listade i Catalogue of Life.